# The Devil’s Backbone
The Devil’s Backbone (OT: El espinazo del diablo, auch: Das Rückgrat des Teufels) ist ein spanisch-mexikanisch co-produzierter Horrorfilm aus dem Jahr 2001. Der Film wurde von Guillermo del Toro und Pedro Almodóvar produziert.

## Handlung
Der junge Carlos kommt während des Spanischen Bürgerkrieges in ein entlegenes Waisenhaus. Dort freundet er sich mit den anderen Jungen an und erfährt von einem Geist, der dort angeblich umgehen soll. Das Waisenhaus wird von Dr. Casares und Carmen geleitet, die mit den Republikanern sympathisieren und Gold für die republikanische Sache in Verwahrung haben. Hinter diesem Gold ist der jähzornige Angestellte Jacinto her, der im Waisenhaus aufgezogen wurde. Wie man später erfährt, machte er sich eines Nachts an dem großen Tresor in der Küche zu schaffen, in dem das Gold versteckt ist, wobei er von dem Waisenkind Santi überrascht wurde. Im Keller stellte Jacinto den Jungen zur Rede und schubste ihn grob, woraufhin Santi sich den Kopf stieß und tödlich verletzt wurde. Jacinto versuchte, seine Tat zu vertuschen, indem er Steine an den im Sterben liegenden Jungen band und ihn im Versorgungsbecken des Gebäudes versenkte. Der Geist Santis spukt seitdem im Waisenhaus und prophezeit Carlos, dass viele Bewohner des Hauses sterben werden.
Als die Kriegshandlungen in der Nähe des Waisenhauses eskalieren, plant Dr. Casares dessen Evakuierung. Jacinto, der kurz zuvor vom Gelände gejagt wurde, nachdem er das Gold an sich nehmen wollte, setzt daraufhin die Küche mithilfe von Benzin in Brand. Bei der Explosion kommen mehrere Kinder und die Leiterin Carmen ums Leben. Auch Dr. Casares stirbt kurz darauf an seinen Verletzungen. Am folgenden Tag kehrt Jacinto zum Waisenhaus zurück, um das Gold zu suchen. Er findet es, wird aber von den überlebenden Kindern in das Versorgungsbecken geworfen, in dem er einst Santi versenkte. Das Gold, das er bei sich trägt, zieht ihn nach unten. Als er gerade versucht, es loszuwerden, um wieder aufzutauchen, erscheint Santi hinter ihm und ertränkt ihn.

## Kritik
Das Lexikon des internationalen Films bezeichnete The Devil’s Backbone als einen „Horrorfilm der ruhigeren Art“, welcher anstatt auf „Fontänen von Blut“ auf eine „bedrohliche Atmosphäre“ setze. Fans von „Slasher-Movies“ würden dadurch eine Enttäuschung erleben. Der Film sei „großartig“ fotografiert und „voller allegorischer Anspielungen“. Abschließend urteilte das Lexikon, der Film sei „für Freunde des sanften Horrors eine der Genreentdeckungen des letzten Jahres“.
Paul Julian Smith nannte den Film in Sight & Sound einen „meisterlichen“ übernatürlichen Thriller von „visueller Brillanz“.

## Auszeichnungen (Auswahl)
- Darsteller Fernando Tielve wurde 2002 mit einem Young Artist Award in der Kategorie Best Young Actor in an International Film ausgezeichnet.
- Der Film war für den Goya in den Kategorien Bestes Kostüm-Design sowie Beste Spezialeffekte nominiert.
- Eine Nominierung beim Saturn Award als Bester Horrorfilm.